# Midnight Rain
«Midnight Rain» (с англ. — «Полуночный дождь») — песня американской певицы и автора-исполнителя Тейлор Свифт, вышедшая 21 октября 2022 года в качестве шестого трека на её десятом студийном альбоме Midnights с помощью лейбла Republic Records. Песня написана и спродюсирована Свифт и Джеком Антоноффом, имеет медленный темп и электропоповое звучание в стиле R&B. В треке используется искаженный синтезатор Moog, а в некоторых частях звучит низкочастотный вокал Свифт. В тексте песни рассказчик размышляет о потерянной любви и о том, как она предпочла карьеру и славу домашней жизни с бывшим возлюбленным.
В рецензиях на Midnights некоторые критики нашли песню захватывающей и интересной, похвалив вокально-манипулятивный хук и нюансы производства. Некоторые другие сочли вокальное исполнение отталкивающим. Песня «Midnight Rain» заняла пятое место в Billboard Hot 100 и Global 200, а также вошла в десятку лучших в Австралии, Канаде, Малайзии, Индии, Филиппинах, Португалии, Сингапуре и Вьетнаме. Песня получила золотой сертификат Австралийской ассоциации звукозаписывающих компаний (ARIA), серебряный — Британской ассоциации производителей фонограмм (BPI) и платиновый — Music Canada (MC). Свифт включила песню в сет-лист тура the Eras Tour.

## История
28 августа 2022 года Тейлор Свифт, получив награду «Видео года» за фильм All Too Well: The Short Film на церемонии MTV Video Music Awards 2022 года, анонсировала на 21 октября 2022 года выход своего десятого студийного альбома. Вскоре после этого Свифт раскрыла название альбома, Midnights, и его обложку в социальных сетях, но трек-лист не был раскрыт сразу. Джек Антонофф, музыкант, работавший со Свифт со времён диска 1989 (2014), стал одним из продюсеров альбома благодаря видео, которое она разместила на своем аккаунте Instagram 6 сентября 2022 года под названием «The making of Midnights». 21 сентября, примерно за месяц до выхода альбома, Свифт анонсировала тринадцатисерийный сериал под названием Midnights Mayhem with Me на платформе социальных сетей TikTok, а затем раскрыла название одного трека альбома в каждом эпизоде. Название «Midnight Rain», трека номер шесть, было раскрыто в четвёртом эпизоде 28 сентября.

## Композиция
Длина «Midnight Rain» составляет 2 минуты 54 секунды. Это мелодия в стиле электропоп с влиянием R&B и электро-хип-хопа. В песне используются искаженные звуки синтезатора Moog, басы с влиянием дабстепа и хаус/трэп-ориентированные инди-поп биты. В начале песни звучит вокал Свифт, приглушенный и обработанный автотюном, а затем снова переходит в обычный голос Свифт. Эллен Джонсон из Paste отметила, что из-за манипуляций с вокалом песня «переходит на территорию индитроники». По мнению критика Billboard Джейсона Липшутца, вокальные переходы действуют как вызов и ответ между рассказчиком и субъектом песни. Микаэль Вуд из Los Angeles Times описал песню как «медленную [и] утомляющую». Некоторые критики сравнили продюсирование песни, в частности вокальные манипуляции, с работой Антоноффа над альбомом певицы Лорд Melodrama 2017 года.
В тексте песни рассказчик размышляет о потерянной любви, которую она оставила в родном городе, и о том, как она предпочла карьеру и славу домашней жизни: «Он хотел комфорта, я хотела боли, он хотел невесту, я делала своё имя». В заключение рассказчик размышляет о своей нерешительности: «Наверное, иногда нас всех преследуют какие-то призраки, и я никогда не думаю о нем, кроме как в такие ночи». По мнению журналиста The A.V. Club Салони Гаджар считает, что тема расставания с возлюбленным из маленького городка напоминает песню Свифт «Champagne Problems» из её альбома Evermore 2020 года. Некоторые критики считают песню центральным элементом альбома и отмечают, что она лучше всего отражает концепцию Свифт о «13 бессонных ночах». По мнению журналиста издания Esquire Алана Лайта, текст песни отражает размышления Свифт о её собственном карьерном пути, «решимости, амбициях и жертвах, которые привели её на такую высоту».

## Отзывы
«Midnight Rain» был встречен положительными и смешанными отзывами критиков.
Элиз Райан из Associated Press сочла «Midnight Rain» сильной демонстрацией лирических способностей Свифт, показав «ее непревзойденную способность заставить любую эмоцию чувствовать себя универсальной», и выбрала трек как один из самых интересных в звуковом плане. Гаджар и Нил Маккормик из The Daily Telegraph также назвали его одним из самых ярких моментов альбома. В рецензии для Vulture Крейг Дженкинс посчитал «Midnight Rain», среди лучших треков Midnights, показателем способности Свифт создать альбом в стиле R&B, «манерную перезагрузку жанра, постоянно грозящую перевернуться в новом манящем направлении». Критик Бобби Оливье из Spin нашёл вокальные манипуляции «хорошо выполненными, […] с нехарактерным для нее душевным запахом». Спенсер Корнхабер из The Atlantic также похвалил вокальное исполнение, отметив, что «сочащиеся и панорамирующие шумы» «вызывают ощущение застывшего времени». Липшутц поставил её на пятое место в рейтинге всех 13 треков Midnights; «этот вокальный хук — рок-прочный […], и когда Свифт в конце концов переводит припев на свой голос, слова прорезаются с праведной ясностью и большей силой».
Некоторые критики были не совсем впечатлены продюсированием. Джон Караманика из The New York Times считает, что постановка напоминает музыку других исполнителей, таких как Weeknd, и не подходит Свифт. По мнению Пола Аттарда из Slant Magazine, композиция Антоноффа была несколько избыточной. В Consequence Мэри Сироки сказала, что вокальные манипуляции перегружают песню, и выбрала «Midnight Rain» в качестве одного из промахов альбома.

## Коммерческий успех
После выхода альбома Midnights, песня «Midnight Rain» заняла пятую строчку в Billboard Hot 100; в первую неделю её показатели включали 36,9 миллионов стрим-потоков, 2 200 скачиваний и 449 000 прослушиваний в радиоэфире. Свифт стала первой исполнительницей, одновременно занявшей всю первую десятку Hot 100, и женщиной с наибольшим количеством вхождений в первую десятку (40), обогнав Мадонну (38). В Великобритании песня достигла седьмого места в чарте потокового аудио Official Audio Streaming Chart и получила серебряный сертификат Британской ассоциация производителей фонограмм (BPI). Она заняла пятое место в чарте Canadian Hot 100 и получила платиновый сертификат Music Canada. В Австралии песня достигла пятого места в чарте ARIA Top 50 Singles и получила золотой сертификат Австралийской ассоциации звукозаписывающих компаний (ARIA).
«Midnight Rain» вошёл в национальные хит-парады по всему миру, заняв второе место на Филиппинах, третье место в Сингапуре, четвёртое место в Малайзии, шестое место во Вьетнаме, десятое место в Индии и Португалии.
В итоге песня заняла пятое место в глобальном чарте Billboard Global 200.

## Чарты
| Чарт (2022—2023)                        | Высшая позиция |
| --------------------------------------- | -------------- |
| Австралия (ARIA)                        | 5              |
| Австрия (Ö3 Austria Top 40)             | 52             |
| Вьетнам (Billboard Vietnam Hot 100)     | 6              |
| Канада (Billboard Canadian Hot 100)     | 5              |
| Чехия (Singles Digitál Top 100)         | 22             |
| Дания (Tracklisten)                     | 33             |
| Франция (SNEP)                          | 111            |
| Германия (GfK)                          | 92             |
| Мир (Billboard Global 200)              | 5              |
| Греция (IFPI)                           | 8              |
| Венгрия (Stream Top 40)                 | 37             |
| Исландия (Music of Iceland)             | 14             |
| Индия (IMI)                             | 10             |
| Италия (FIMI)                           | 84             |
| Литва (AGATA)                           | 22             |
| Люксембург (Billboard)                  | 19             |
| Малайзия (RIM)                          | 4              |
| Норвегия (VG-lista)                     | 35             |
| Филиппины (Billboard)                   | 2              |
| Португалия (AFP)                        | 10             |
| Сингапур (RIAS)                         | 3              |
| Словакия (Singles Digitál Top 100)      | 28             |
| ЮАР (RISA)                              | 13             |
| Испания (PROMUSICAE)                    | 50             |
| Швеция (Sverigetopplistan)              | 28             |
| Швейцария (Schweizer Hitparade)         | 26             |
| Великобритания (OCC UK Audio Streaming) | 7              |
| США (Billboard Hot 100)                 | 5              |

## Сертификации
| Регион                                                                      | Сертификация  | Продажи |
| --------------------------------------------------------------------------- | ------------- | ------- |
| Австралия (ARIA)                                                            | 2× Платиновый | 140 000 |
| Бразилия (ABPD)                                                             | Платиновый    | 40 000  |
| Канада (Music Canada)                                                       | Платиновый    | 80 000  |
| Великобритания (BPI)                                                        | Золотой       | 400 000 |
| Данные о продажах + прослушиваниях приведены только на основе сертификации. |               |         |

### Комментарии
1. ↑  Приписывается таким авторам, как Elise Ryan из Associated Press[14], Chantal Dalebroux из Universal Music NZ[19] и Bobby Olivier из Spin[20].
2. ↑  Приписывается таким авторам, как Ryan из AP [14], Quinn Moreland из Pitchfork[22], Chris Willman из Variety[26] и Samuel R. Murrian из Parade[англ.][27].